# Volcano (Hawaii)
Volcano (auch Volcano Village genannt) ist ein Census-designated place am Rande des Hawaii Volcanoes National Park auf Hawaii mit 3570 Einwohnern. Er liegt auf einer Höhe von 1143 m am Hang des Kilauea, zwei Kilometer nördlich des Vulkankraters, inmitten eines Regenwaldes.

## Demographie
Volcano zählt 3570 Einwohner, die sich zusammensetzen aus: 44,5 % Weiße, 29,5 % multi-ethnischer Abstammung, 15,3 % Hawaiianer und andere Polynesier sowie 8,4 % Asiaten. Das geschätzte mittlere Haushaltseinkommen 2019 betrug 59.770 US-Dollar, die Armutsquote lag bei 5,1 %.

## Geschichte

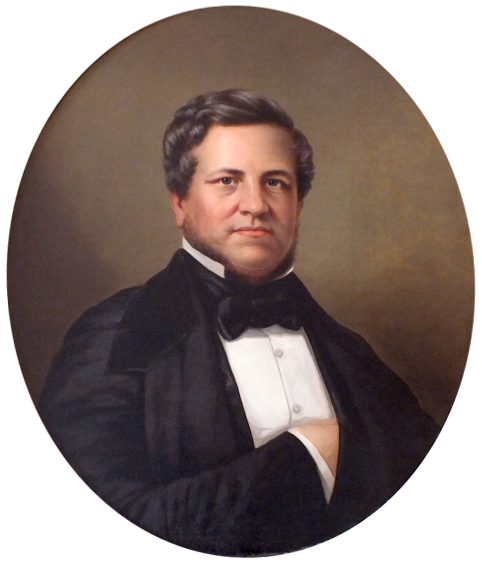
Benjamin Pitman

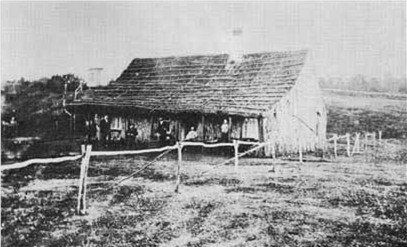
Volcano House von 1866

Die ersten Missionare besuchten 1823 die Gegend um den Kilauea-Krater. 1846 errichtete Benjamin Pitman, Ehemann der hawaiischen Oberhäuplingin Kinoʻoleoliliha, am Rand des Kilauea das „Hotel“ Volcano House. Es war eine kleine Strohhütte mit Erdboden im Stil der Hawaiianer. 1866 wurde sie durch eine größere und komfortablere Konstruktion aus Gras und Bambus mit Holzfußboden und Kamin ersetzt, in der auch der Schriftsteller Mark Twain übernachtet hat. Die Unterkunft war jedoch nur über zwei Pfade zu erreichen. Bis 1880 hatten sich um das noch weiter ausgebaute Hotel bereits Dauerbewohner angesiedelt. 
Zwischen 1888 und 1894 wurde eine Straße nach Volcano House gebaut. Die Reisezeit nach Hilo verkürzte sich von zwei Tage auf 6½ Stunden. Der erleichterte Zugang führte zu einer verstärkten Ansiedlung des nun Volcano Village genannten Ortes. Ab 1910 wurde das Land im Ort an neue Siedler vergeben, darunter ein 200-Acre großes Grundstück an Martin Porter, den Besitzer der Hilo Trading Company. Weitere Grundstücke gingen in der neuen Siedlung ‘Ola‘a Summer Lots an wohlhabende Missionarsfamilien sowie an mehrere japanische Siedler.
Im Jahr 1915 wurde im Ort die erste Schule, die Keakealani School, errichtet. Sie bestand zunächst nur aus einem Klassenzimmer – 1936 wurde ein weiteres hinzugefügt. 1927 teilte Porter sein 200-Acre Grundstück in 59 Parzellen auf, die zum größten Teil von japanischen Familien gekauft wurden. 1928 wurde eine Einraum-Schule für die japanischen Kinder eröffnet, die auch als japanisches Gemeindezentrum diente. Diese Schule wurde einen Tag nach dem  Angriff auf Pearl Harbor am 7. Dezember 1941 geschlossen und erst in den 1950er Jahren wiedereröffnet. In den 1970er Jahren wurde die japanische Schule in das Volcano Art Center, und das Volcano House in eine Galerie des Art Centers umgewandelt. Die Keakealani School wurde 1973 durch ein Erdbeben auf ihrem Fundament verschoben und ein Jahr später geschlossen. Volcano hat sich in den 1990er Jahren zu einer Künstlerkolonie von Malern, Töpfern und Glasbläsern entwickelt.
Im Jahr 2001 wurde The Volcano School of Arts & Sciences, eine staatlich geförderte Charter School für Kinder eröffnet. 2019 wurden ihr vom Staat Finanzmittel in Höhe von 12 Millionen US-Dollar für den Bau eines neuen Campus auf dem Gelände der ehemaligen Keakealani Schule zur Verfügung gestellt. Sie dürfte weltweit eine von nur wenigen Schulen am Rand eines aktiven Vulkankraters sein.

## Infrastruktur
Volcano wird von der Hawaiʻi State Route 11 (Hawaii Belt Road) durchzogen. Der Ort verfügt neben der Charter School und dem Art Center u. a. über eine Post, zwei Gemischtwarenläden, ein Handwerkergeschäft, eine Weinkellerei, einen Bauernmarkt, einige Künstlerateliers, Restaurants und Pensionen.

## Kazumura Cave
Im Ortsteil ‘Ola‘a beginnt die Kazumura Cave, die weltweit längste Lavaröhre. Sie verläuft in östliche Richtung bis Hawaiian Paradise Park. Das Besondere sind die in der Höhle vorkommenden Lavafälle. Sie sind im ‘Ola‘a-Abschnitt mit bis zu 13,7 m am höchsten. 

## Klima
Aufgrund seiner Lage in 1143 m Höhe liegen die Temperaturen in Volcano rund 5 °C  niedriger als in den Küstenorten.
|                        | Jan  | Feb  | Mär  | Apr  | Mai  | Jun  | Jul  | Aug  | Sep  | Okt  | Nov  | Dez  |   |      |
| Mittl. Temperatur (°C) | 16,9 | 16,6 | 16,8 | 17,2 | 18,1 | 18,8 | 19,5 | 19,8 | 19,6 | 19,2 | 18,4 | 17,4 | ⌀ | 18,2 |
| Mittl. Tagesmax. (°C)  | 19,4 | 19,1 | 19,2 | 19,7 | 20,6 | 21,3 | 22   | 22,4 | 22,1 | 21,6 | 20,7 | 19,8 | ⌀ | 20,7 |
| Mittl. Tagesmin. (°C)  | 14,9 | 14,7 | 15   | 15,4 | 16,2 | 16,9 | 17,6 | 18   | 17,7 | 17,5 | 16,6 | 15,6 | ⌀ | 16,4 |
|                        |      |      |      |      |      |      |      |      |      |      |      |      |   |      |
| Niederschlag (mm)      | 193  | 241  | 316  | 216  | 198  | 96   | 112  | 158  | 164  | 184  | 227  | 178  | Σ | 2283 |
|                        |      |      |      |      |      |      |      |      |      |      |      |      |   |      |
| Sonnenstunden (h/d)    | 5,5  | 5,0  | 4,6  | 4,4  | 4,8  | 5,4  | 6,1  | 5,8  | 5,1  | 5,1  | 5,2  | 5,5  | ⌀ | 5,2  |
|                        |      |      |      |      |      |      |      |      |      |      |      |      |   |      |
| Regentage (d)          | 12   | 13   | 15   | 16   | 16   | 11   | 12   | 13   | 15   | 14   | 14   | 12   | Σ | 163  |
|                        |      |      |      |      |      |      |      |      |      |      |      |      |   |      |
| Luftfeuchtigkeit (%)   | 82   | 82   | 83   | 83   | 82   | 81   | 81   | 81   | 82   | 83   | 82   | 82   | ⌀ | 82   |

| 14,9 |

| 14,7 |

| 15 |

| 15,4 |

| 16,2 |

| 16,9 |

| 17,6 |

| 18 |

| 17,7 |

| 17,5 |

| 16,6 |

| 15,6 |

| 14,9 |

| 14,7 |

| 15 |

| 15,4 |

| 16,2 |

| 16,9 |

| 17,6 |

| 18 |

| 17,7 |

| 17,5 |

| 16,6 |

| 15,6 |